# Fritzøehus
Fritzøehus est un domaine privé et un palais situé à Larvik, en Norvège. C'est le plus grand domaine privé de Norvège.

## Histoire
Le domaine est traditionnellement associé à divers membres de la famille Treschow. Fritzøehus a été construit pour Michael Treschow (1814-1901) dans les années 1863-1865. Michael Treschow était l'un des industriels les plus importants du pays au milieu du XIXe siècle. Il possédait Fritzøe Jernverk, une usine sidérurgique ainsi que des scieries et d'importantes propriétés forestières à Larvik.
Fritzøehus a été conçu dans le Style néo-Renaissance par l'architecte Jacob Wilhelm Nordan (en) (1824–1892). Le manoir a été agrandi en 1885–1889 et 1897–1898. La surface au sol totale comprend 75 pièces plus 21 pièces au sous-sol, ce qui en fait la plus grande résidence privée de Norvège.

## Parc Fritzøehus
Fritzøehus est entouré d'un parc de style anglais, aménagé dans les années 1860. Parmi les plantes du parc se trouvent diverses variétés exotiques de la famille des épicéas et un sapin de Corée rampant à cônes violets. Le parc comprend une collection de daims et de mouflons de la Méditerranée.
Dans la cour se dresse une fontaine d'eau et une sculpture d'ours du sculpteur Anne Grimdalen (en) (1899-1961).
Pendant les mois d'été, le parc est ouvert pour des visites guidées.

## Galerie

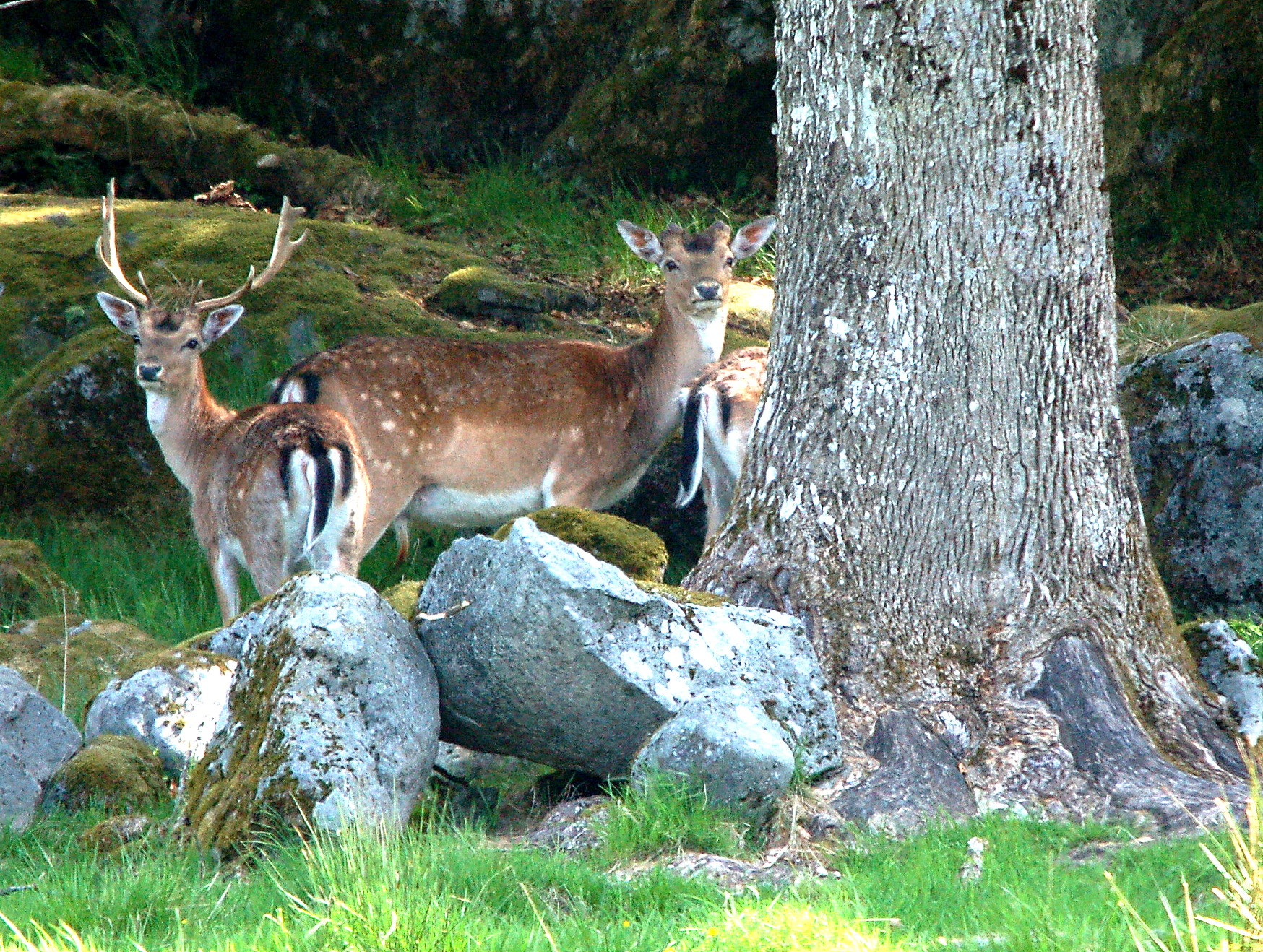
Daims dans le parc

### Source de la traduction
- (no) Cet article est partiellement ou en totalité issu de l’article de Wikipédia en norvégien intitulé « Fritzøehus » (voir la liste des auteurs).